# Wrestle Dynasty
Wrestle Dynasty foi um evento pay-per-view (PPV) de luta livre profissional de 2025, co-produzido pelas promoções japonesas New Japan Pro-Wrestling (NJPW) e World Wonder Ring Stardom, as promoções americanas All Elite Wrestling (AEW) e Ring of Honor (ROH), e a promoção mexicana Consejo Mundial de Lucha Libre (CMLL). O evento aconteceu em 5 de janeiro de 2025, no Tokyo Dome, em Tóquio, Japão, na noite seguinte ao Wrestle Kingdom 19 da NJPW.
Doze lutas foram disputadas no evento, incluindo duas no pré-show. Na última luta do evento, que foi promovida como parte de um duplo evento principal, Zack Sabre Jr. derrotou Ricochet para reter o IWGP World Heavyweight Championship. No outro evento principal, Kenny Omega derrotou Gabe Kidd em sua primeira luta em mais de um ano, devido à diverticulite. Em outras lutas de destaque, The Young Bucks (Nicholas Jackson e Matthew Jackson) derrotaram United Empire (Great-O-Khan e Jeff Cobb) e Los Ingobernables de Japón (Tetsuya Naito e Hiromu Takahashi) para conquistar o vago IWGP Tag Team Championship, e Mercedes Moné derrotou Mina Shirakawa em uma luta Winner Takes All, valendo tanto o Strong Women's Championship quanto o RevPro Undisputed British Women's Championship.

## Produção

### Introdução

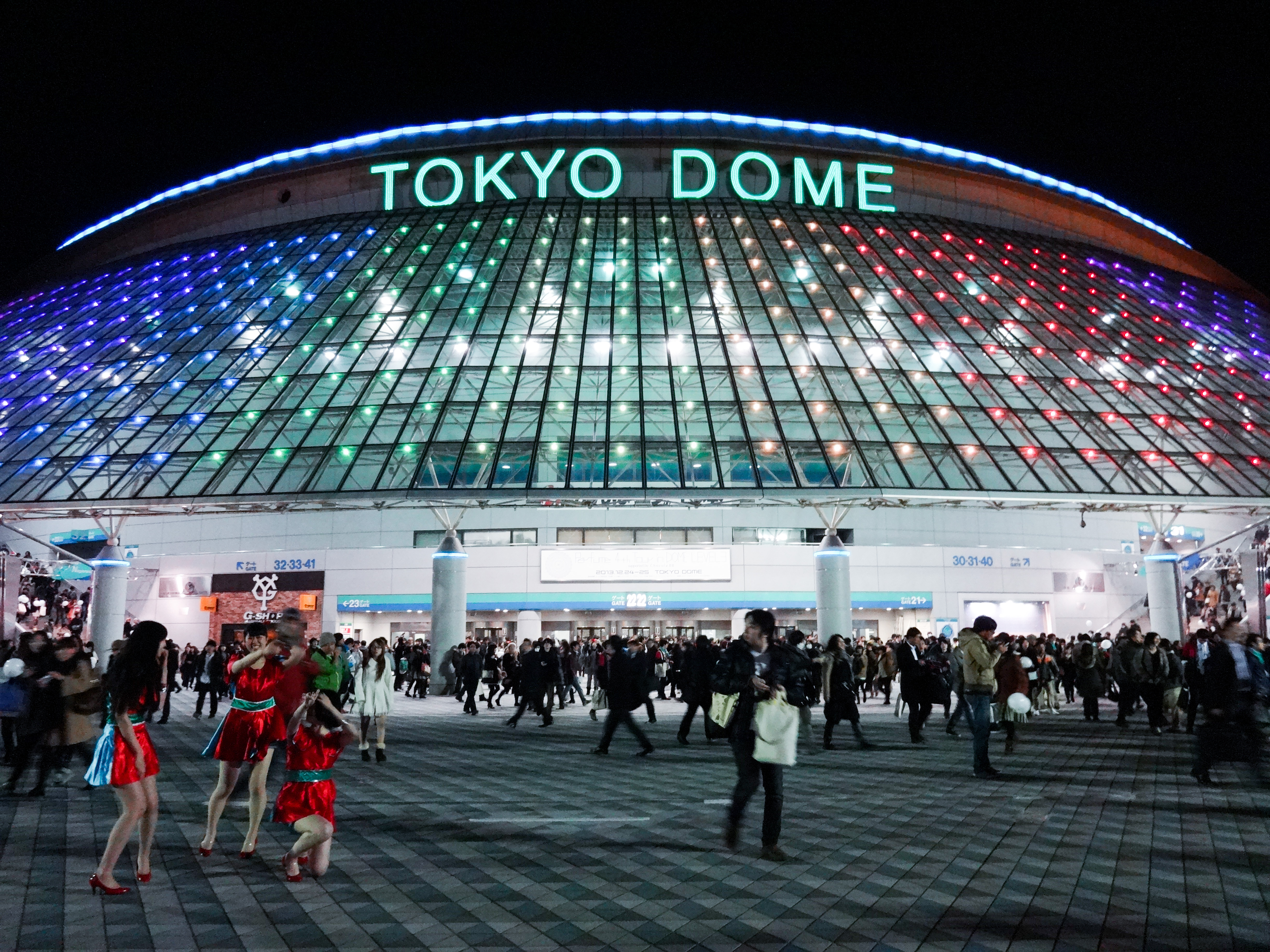
O evento foi realizado no Tokyo Dome em Tóquio, Japão.

Desde 1992, a promoção de luta livre profissional japonesa New Japan Pro-Wrestling (NJPW) realiza um show anual em 4 de janeiro no Tokyo Dome, um estádio de beisebol profissional em Tóquio, Japão. Desde 2007, o evento é conhecido como Wrestle Kingdom e se tornou o maior evento de luta livre profissional no Japão. Entre 2019 e 2022, a NJPW também realizou um segundo show do Wrestle Kingdom no Tokyo Dome em 5 de janeiro. Em 2025, o show de 5 de janeiro no Tokyo Dome foi intitulado "Wrestle Dynasty". A NJPW também realiza o evento New Year Dash!! em Tóquio no dia seguinte ao Wrestle Kingdom; em 2025, o New Year Dash!! será realizado em 6 de janeiro, no dia seguinte ao Wrestle Dynasty.
Em fevereiro de 2021, a promoção americana de luta livre profissional All Elite Wrestling (AEW) iniciou uma parceria com a New Japan Pro-Wrestling (NJPW). Desde então, tanto a AEW quanto a NJPW têm permitido que seus lutadores participem dos eventos um do outro. A relação de trabalho resultou na criação do AEW x NJPW: Forbidden Door, um evento anual de pay-per-view (PPV) co-promovido realizado na América do Norte. A AEW e a NJPW também possuem parcerias de trabalho com a promoção mexicana Consejo Mundial de Lucha Libre (CMLL): a CMLL e a NJPW têm uma relação de trabalho desde 2009 e co-produzem a série de eventos Fantastica Mania desde 2011; e a CMLL e a AEW entraram em uma relação de trabalho em outubro de 2023.
Em 2019, a empresa-mãe da NJPW, Bushiroad, adquiriu a promoção de joshi World Wonder Ring Stardom (Stardom); a Stardom se tornaria uma subsidiária totalmente integrada da NJPW em 2024. Em 2022, o proprietário da AEW, Tony Khan, adquiriu a Ring of Honor (ROH) do seu proprietário anterior, Sinclair Broadcast Group; antes da aquisição, a ROH também tinha uma longa relação de trabalho com a NJPW, incluindo a co-produção dos eventos War of the Worlds e Global Wars na América do Norte e os eventos Honor Rising no Japão.
Em 22 de agosto de 2020, a NJPW planejou realizar um evento sob o nome de Wrestle Dynasty no Madison Square Garden em Nova Iorque; devido à pandemia de COVID-19, o evento foi adiado para 2021 e depois cancelado. Após o evento Forbidden Door de 2022, o então presidente da NJPW, Takami Ohbari, expressou interesse em que o próximo evento fosse realizado no Japão; Tony Khan afirmou que estava aberto à ideia de lutadores da AEW se apresentarem no Japão, mas disse que tal evento não teria o nome de Forbidden Door. Antes do evento Forbidden Door de 2024, Khan expressou interesse em um show co-promovido no Japão, mas não se comprometeu sobre se o evento seria uma nova edição do Forbidden Door ou um evento totalmente novo.
Em 30 de junho de 2024, durante o evento Forbidden Door, foi anunciado que o Wrestle Dynasty ocorreria em 5 de janeiro de 2025, no Tokyo Dome, e seria co-produzido pela AEW, NJPW, CMLL, ROH e Stardom. Wrestle Dynasty marcou o primeiro evento PPV da AEW a ser realizado no Japão, o terceiro evento PPV da AEW fora da América do Norte (seguindo os eventos All In de 2023 e 2024, que foram realizados no Estádio de Wembley em Londres, Inglaterra), e o primeiro evento da AEW a ser realizado em um estádio de beisebol profissional.

### Histórias

Logo do Wrestle Dynasty, apresentando os logotipos de todas as promoções apresentadas.

O Wrestle Dynasty contou com lutas de luta livre profissional que foram o resultado de rivalidades e histórias preexistentes, com os resultados sendo previamente determinados pelos bookers das promoções co-produtivas. As histórias foram desenvolvidas nos programas de televisão semanais Dynamite, Collision, Rampage, Honor Club TV e Super Viernes, assim como em outros eventos da AEW, CMLL, NJPW, ROH e Stardom.

## Resultados
| Nº                                          | Resultados | Estipulações | Tempo |
| ------------------------------------------- | --- | --- | ----- |
| Pré- show                                   | Momo Watanabe (Stardom) (com Thekla) derrotou Willow Nightingale (AEW), Persephone (CMLL) e Athena (ROH)                                                                 | Luta four-way da final da Copa Internacional Feminina A vencedora receberia uma luta do campeonato feminino da promoção participante de sua escolha. | 11:13 |
| Pré- show                                   | The Sons of Texas (Dustin Rhodes e Sammy Guevara) (c) derrotaram House of Torture (Sho e Yoshinobu Kanemaru)                                                             | Luta de duplas pelo Campeonato Mundial de Duplas da ROH                                                                                              | 9:27  |
| 3                                           | Taiji Ishimori derrotou Hechicero, Kosei Fujita, Soberano Jr., Master Wato, Máscara Dorada, Titán e El Desperado                                                         | Lucha Gauntlet de oito lutadores | 16:23 |
| 4                                           | Hiroshi Tanahashi vs. Katsuyori Shibata acabou em um empate por limite de tempo                                                                                          | Luta Grappling | 5:00  |
| 5                                           | Mercedes Moné (Strong) derrotou Mina Shirakawa (British) | Luta Winner Takes All pelo Strong Women's Championship e pelo Undisputed British Women's Championship                                                | 14:06 |
| 6                                           | David Finlay (com Gedo) derrotou Brody King | Luta individual | 12:53 |
| 7                                           | Shota Umino derrotou Claudio Castagnoli | Luta individual | 14:31 |
| 8                                           | Konosuke Takeshita (c) (com Don Callis) derrotou Tomohiro Ishii | Luta individual pelo NEVER Openweight Championship e pelo Campeonato Internacional da AEW                                                            | 13:30 |
| 9                                           | The Young Bucks (Matthew Jackson e Nicholas Jackson) derrotaram United Empire (Great-O-Khan e Jeff Cobb) e Los Ingobernables de Japon (Tetsuya Naito e Hiromu Takahashi) | Luta three-way de duplas pelo vago IWGP Tag Team Championship                                                                                        | 13:46 |
| 10                                          | Yota Tsuji (c) derrotou Jack Perry | Luta individual pelo IWGP Global Heavyweight Championship                                                                                            | 13:12 |
| 11                                          | Kenny Omega derrotou Gabe Kidd | Luta individual | 31:55 |
| 12                                          | Zack Sabre Jr. (c) (com Hartley Jackson, Kosei Fujita, Robbie Eagles e Ryohei Oiwa) derrotou Ricochet por submissão                                                      | Luta individual pelo IWGP World Heavyweight Championship                                                                                             | 20:57 |
| (c) – Refere-se aos campeões antes da luta. | | |       |

### Chave da Copa Internacional Feminina
|  | | |                    |       | | |                    |   |                                      |                                      |  |  |  |  |
|  | Eliminatórias preliminares AEW Dynamite: Thanksgiving Eve (27 de novembro) AEW Collision (7 de dezembro) Stardom (20 e 21 de dezembro) | Eliminatórias preliminares AEW Dynamite: Thanksgiving Eve (27 de novembro) AEW Collision (7 de dezembro) Stardom (20 e 21 de dezembro) |                    |       | Eliminatórias AEW Collision: Winter Is Coming (14 de dezembro) Honor Club TV (12 de dezembro) CMLL Super Viernes (13 de dezembro) Stardom (22 de dezembro) | Eliminatórias AEW Collision: Winter Is Coming (14 de dezembro) Honor Club TV (12 de dezembro) CMLL Super Viernes (13 de dezembro) Stardom (22 de dezembro) |                    |   | Final Wrestle Dynasty (5 de janeiro) | Final Wrestle Dynasty (5 de janeiro) |  |  |  |  |
|  | Eliminatórias preliminares AEW Dynamite: Thanksgiving Eve (27 de novembro) AEW Collision (7 de dezembro) Stardom (20 e 21 de dezembro) | Eliminatórias preliminares AEW Dynamite: Thanksgiving Eve (27 de novembro) AEW Collision (7 de dezembro) Stardom (20 e 21 de dezembro) |                    |       | Eliminatórias AEW Collision: Winter Is Coming (14 de dezembro) Honor Club TV (12 de dezembro) CMLL Super Viernes (13 de dezembro) Stardom (22 de dezembro) | Eliminatórias AEW Collision: Winter Is Coming (14 de dezembro) Honor Club TV (12 de dezembro) CMLL Super Viernes (13 de dezembro) Stardom (22 de dezembro) |                    |   | Final Wrestle Dynasty (5 de janeiro) | Final Wrestle Dynasty (5 de janeiro) |  |  |  |  |
|  | | |                    |       | | |                    |   |                                      |                                      |  |  |  |  |
|  | | |                    |       | | |                    |   |                                      |                                      |  |  |  |  |
|  | Jamie Hayter | Pin |                    |       | | |                    |   |                                      |                                      |  |  |  |  |
|  | Jamie Hayter | Pin | AEW                |       | | |                    |   |                                      |                                      |  |  |  |  |
|  | Queen Aminata | 9:18 |                    |       | | |                    |   |                                      |                                      |  |  |  |  |
|  | Queen Aminata | 9:18 |                    |       | Jamie Hayter | 12:04 |                    |   |                                      |                                      |  |  |  |  |
|  | | |                    |       | Jamie Hayter | 12:04 |                    |   |                                      |                                      |  |  |  |  |
|  | | | Willow Nightingale | Pin   | | |                    |   |                                      |                                      |  |  |  |  |
|  | Serena Deeb | 9:55 | Willow Nightingale | Pin   | | |                    |   |                                      |                                      |  |  |  |  |
|  | Serena Deeb | 9:55 |                    |       | | |                    |   |                                      |                                      |  |  |  |  |
|  | Willow Nightingale | Pin |                    |       | | |                    |   |                                      |                                      |  |  |  |  |
|  | Willow Nightingale | Pin |                    |       | | |                    |   |                                      |                                      |  |  |  |  |
|  | | |                    |       | | |                    |   |                                      |                                      |  |  |  |  |
|  | CMLL | |                    |       | | |                    |   |                                      |                                      |  |  |  |  |
|  | Hanan | – |                    |       | | |                    |   |                                      |                                      |  |  |  |  |
|  | Hanan | – | Persephone         | Pin   | | |                    |   |                                      |                                      |  |  |  |  |
|  | Saki Kashima | – | Persephone         | Pin   | | |                    |   |                                      |                                      |  |  |  |  |
|  | Saki Kashima | – |                    |       | Reyna Isis | 12:37 |                    |   |                                      |                                      |  |  |  |  |
|  | Yuna Mizumori | 10:16 |                    |       | Reyna Isis | 12:37 |                    |   |                                      |                                      |  |  |  |  |
|  | Yuna Mizumori | 10:16 |                    |       | Sanely | – |                    |   |                                      |                                      |  |  |  |  |
|  | Momo Watanabe | Pin |                    |       | Sanely | – | Willow Nightingale | – |                                      |                                      |  |  |  |  |
|  | Momo Watanabe | Pin | Zeuxis             | –     | | | Willow Nightingale | – |                                      |                                      |  |  |  |  |
|  | | | Zeuxis             | –     | Persephone | – |                    |   |                                      |                                      |  |  |  |  |
|  | ROH | |                    |       | Persephone | – |                    |   |                                      |                                      |  |  |  |  |
|  | Fukigen Death | – |                    |       | Athena | 11:13 |                    |   |                                      |                                      |  |  |  |  |
|  | Fukigen Death | – | Athena             | Pin   | Athena | 11:13 |                    |   |                                      |                                      |  |  |  |  |
|  | Saya Iida | – | Athena             | Pin   | Momo Watanabe | Pin |                    |   |                                      |                                      |  |  |  |  |
|  | Saya Iida | – |                    |       | Momo Watanabe | Pin | Billie Starkz      | – |                                      |                                      |  |  |  |  |
|  | Syuri | Pin |                    |       | | | Billie Starkz      | – |                                      |                                      |  |  |  |  |
|  | Syuri | Pin |                    |       | Leyla Hirsch | – |                    |   |                                      |                                      |  |  |  |  |
|  | Ranna Yagami | 10:31 |                    |       | Leyla Hirsch | – |                    |   |                                      |                                      |  |  |  |  |
|  | Ranna Yagami | 10:31 | Red Velvet         | 10:20 | | |                    |   |                                      |                                      |  |  |  |  |
|  | | | Red Velvet         | 10:20 | | |                    |   |                                      |                                      |  |  |  |  |
|  | Stardom | |                    |       | | |                    |   |                                      |                                      |  |  |  |  |
|  | Tomoka Inaba | Pin |                    |       | | |                    |   |                                      |                                      |  |  |  |  |
|  | Tomoka Inaba | Pin | Momo Watanabe      | Pin   | | |                    |   |                                      |                                      |  |  |  |  |
|  | Koguma | – | Momo Watanabe      | Pin   | | |                    |   |                                      |                                      |  |  |  |  |
|  | Koguma | – |                    |       | Syuri | – |                    |   |                                      |                                      |  |  |  |  |
|  | Rina | – |                    |       | Syuri | – |                    |   |                                      |                                      |  |  |  |  |
|  | Rina | – |                    |       | Tomoka Inaba | 9:41 |                    |   |                                      |                                      |  |  |  |  |
|  | Waka Tsukiyama | 13:39 |                    |       | Tomoka Inaba | 9:41 |                    |   |                                      |                                      |  |  |  |  |
|  | Waka Tsukiyama | 13:39 | Suzu Suzuki        | –     | | |                    |   |                                      |                                      |  |  |  |  |
|  | | | Suzu Suzuki        | –     | | |                    |   |                                      |                                      |  |  |  |  |
|  | | |                    |       | | |                    |   |                                      |                                      |  |  |  |  |
|  | Hina | 15:01 |                    |       | | |                    |   |                                      |                                      |  |  |  |  |
|  | Hina | 15:01 |                    |       | | |                    |   |                                      |                                      |  |  |  |  |
|  | Konami | – |                    |       | | |                    |   |                                      |                                      |  |  |  |  |
|  | Konami | – |                    |       | | |                    |   |                                      |                                      |  |  |  |  |
|  | Aya Sakura | – |                    |       | | |                    |   |                                      |                                      |  |  |  |  |
|  | Aya Sakura | – |                    |       | | |                    |   |                                      |                                      |  |  |  |  |
|  | Suzu Suzuki | Pin |                    |       | | |                    |   |                                      |                                      |  |  |  |  |
|  | Suzu Suzuki | Pin |                    |       | | |                    |   |                                      |                                      |  |  |  |  |